# Intuição (Bergson)
Intuição aqui surge como fazendo parte de um método filosófico apresentado do filósofo francês Henri Bergson.
Na sua obra Introduction à la métaphysique, Bergson introduz duas vias pelas quais no objeto pode ser conhecido: absolutamente e relativamente. Para cada modo de conhecimento existe um método através do qual o conhecimento pode ser apreendido. A segunda via é o método que Bergson chama de análise. O método da intuição diz respeito à primeira via.
A intuição é uma experiência através da qual os seres se conectam às coisas elas próprias em elas próprias. Como tal, Bergson chama à sua filosofia de verdadeiro empirismo.